# Бобслей на зимових Олімпійських іграх 1984
Змагання з бобслею на зимових Олімпійських іграх 1984 тривали з 10 до 18 лютого на Санно-бобслейній трасі в Сараєві (СФРЮ). Розіграно 2 комплекти нагород.

## Таблиця медалей
| Місце              | Країна             | Золото | Срібло | Бронза | Загалом |
| ------------------ | ------------------ | ------ | ------ | ------ | ------- |
| 1                  | НДР                | 2      | 2      | 0      | 4       |
| 2                  | СРСР               | 0      | 0      | 1      | 1       |
| 2                  | Швейцарія          | 0      | 0      | 1      | 1       |
| Загалом (3 збірні) | Загалом (3 збірні) | 2      | 2      | 2      | 6       |

## Дисципліни
| Дисципліна          | Золото                                                                      | Золото  | Срібло                                                            | Срібло  | Бронза                                                                        | Бронза  |
| ------------------- | --------------------------------------------------------------------------- | ------- | ----------------------------------------------------------------- | ------- | ----------------------------------------------------------------------------- | ------- |
| Двійки (чоловіки)   | НДР (GDR-2) Вольфґанґ Гоппе Дітмар Шауергаммер                              | 3:25.56 | НДР (GDR-1) Бернгард Леман Богдан Мусьол                          | 3:26.04 | СРСР (URS-2) Зінтіс Екманіс Володимир Александров                             | 3:26.16 |
| Четвірки (чоловіки) | НДР (GDR-1) Вольфґанґ Гоппе Роланд Веціґ Дітмар Шауергаммер Андреас Кірхнер | 3:20.22 | НДР (GDR-2) Бернгард Леман Богдан Мусьол Інґо Фоґе Ебергард Вайзе | 3:20.78 | Швейцарія (SUI-1) Сільвіо Джобелліна Гайнц Штетлер Урс Зальцман Ріко Фраєрмут | 3:21.39 |

## Країни-учасниці
У змаганнях з бобслею на Олімпійських іграх у Сараєві взяли участь спортсмени 16-ти країн. Югославія та Китайський Тайбей дебютували в цьому виді програми.
- Австрія
- Канада
- Китайський Тайбей
- НДР
- Франція
- Велика Британія
- Італія
- Японія
- Нідерланди
- Румунія
- СРСР
- Швеція
- Швейцарія
- США
- Західна Німеччина
- Югославія